# Petuschki
Petuschki (russisch Петушки́, wissenschaftliche Transliteration Petuški) ist eine Stadt in der Oblast Wladimir (Russland) mit 15.148 Einwohnern (Stand 14. Oktober 2010).

## Geografie
Die Stadt liegt 120 km entfernt von der russischen Hauptstadt Moskau sowie etwa 70 km westlich der Oblasthauptstadt Wladimir links der Kljasma, eines linken Nebenflusses der in die Wolga mündenden Oka.
Petuschki ist Verwaltungszentrum des gleichnamigen Rajons.

## Geschichte
Nahe dem seit 1678 bekannten Dorf Petuschki (in Folge Staryje Petuschki, Alt-Petuschki) wurde 1861 eine gleichnamige Bahnstation an der Strecke Moskau–Nischni Nowgorod errichtet, um welche eine Stationssiedlung entstand. Der Name stellt die russische Pluralform für Hähnchen dar (siehe Stadtwappen). Der genaue Grund für den Namen ist unbekannt; vermutlich ist er vom relativ verbreiteten Familiennamen Petuschkow abgeleitet.
1926 wurde der Stationssiedlung der Status einer Siedlung städtischen Typs als Nowyje Petuschki (Neu-Petuschki) verliehen. 1929 wurde der Ort Verwaltungszentrum eines Rajons.
Am 11. November 1965 wurden Siedlung und altes Dorf zusammengeschlossen und das Stadtrecht verliehen.

### Bevölkerungsentwicklung
| Jahr | Einwohner |
| ---- | --------- |
| 1905 | 1.226     |
| 1939 | 5.936     |
| 1959 | 11.475    |
| 1970 | 12.862    |
| 1979 | 17.602    |
| 1989 | 20.144    |
| 2002 | 16.482    |
| 2010 | 15.148    |

Anmerkung: ab 1939 Volkszählungsdaten

## Kultur und Sehenswürdigkeiten

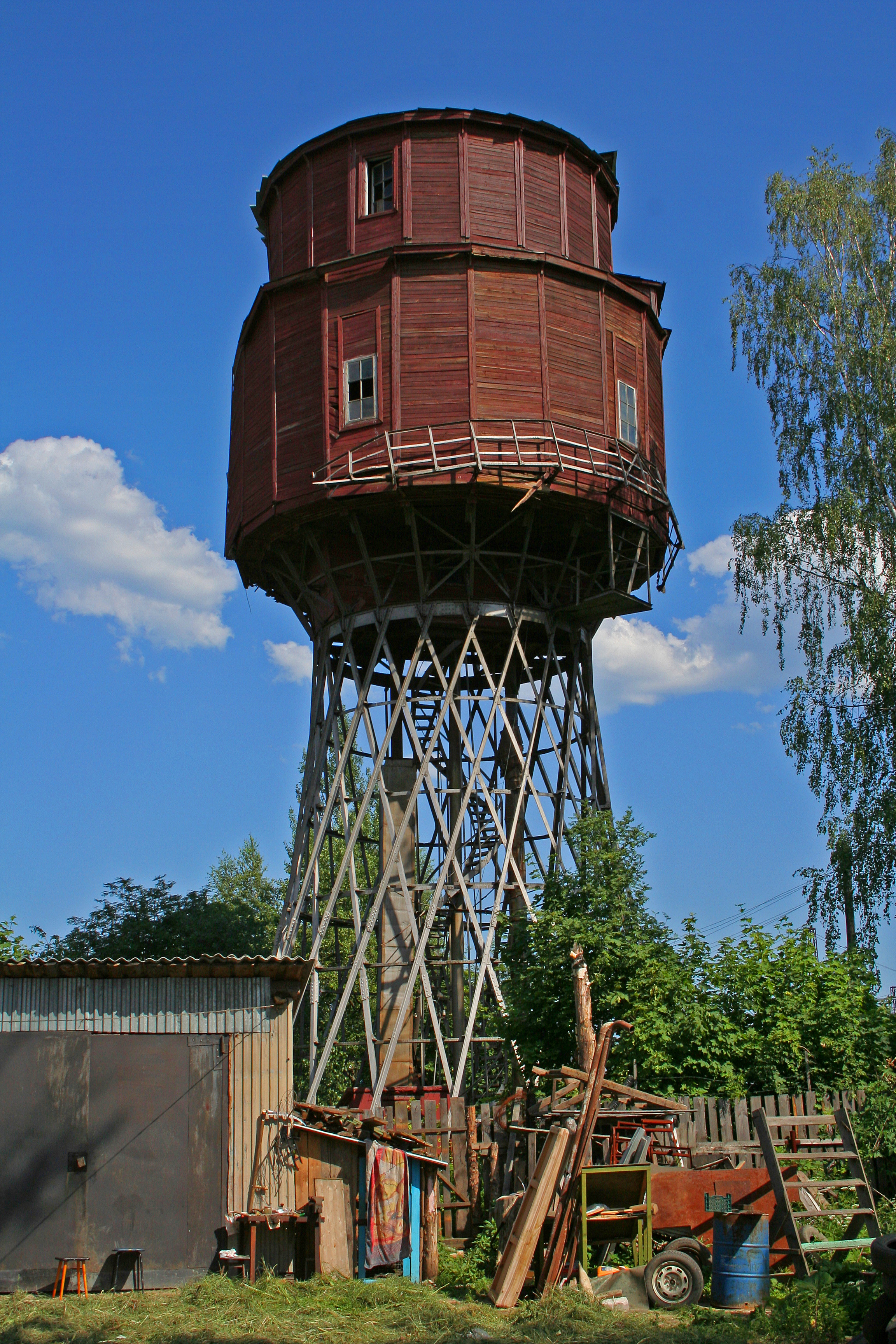
Schuchow-Wasserturm am Bahnhof Petuschki

In Petuschki steht die 1910 geweihte Mariä-Himmelfahrts-Kirche (Свято-Успенская церковь/Swjato-Uspenskaja zerkow) im „pseudorussischen“ Stil. Der Wasserturm des Bahnhofs stellt eine der acht in Russland erhaltenen Hyperboloid-Konstruktionen Wladimir Schuchows dar.
Die Stadt besitzt ein Heimatmuseum (Krajewedtscheski musei) sowie seit 1997 ein Hahnenmuseum (Musei Petucha), welches hauptsächlich der Darstellung von Hähnen in Malerei und Volkskunst gewidmet ist und in dem Kulturzentrum vorliegt, was nach sowjetischen Stil bis heute noch als Ort der Zusammenkunft angesehen werden kann und sich am Hauptplatz der Stadt neben der Allee der gefallenen Soldaten des Vaterländischen Krieges und dem Rathaus befindet.
In der Nähe von Petuschki liegen die ehemaligen Landsitze der Adelsfamilie Woronzow-Daschkow aus dem 18. Jahrhundert sowie der Gutsbesitzerin Karpowa aus dem 19. Jahrhundert.
Auch lokale Erholungsgebiete wie der Gribower See und die Baggerseen–Anlagen stellen neben dem MacDonalds der Stadt Orte der Zusammenkunft dar. In unweigerlich Ferne von knapp drei Kilometern liegt zudem das Gut des ehemaligen Briten John Kopinski „Bogdarnya“, der ein „Dorflandschaft“ mit heimischen Produkteausgebaut hat und diese als Attraktion und Hotel den Menschen öffentlich zugänglich gemacht hat.
Besondere Bekanntheit erlangte Petuschki durch Wenedikt Jerofejews 1970 im Samisdat erschienenes Kultwerk Die Reise nach Petuschki (Moskau–Petuschki), welches vordergründig die Fahrt eines Säufers mit einer Elektritschka von Moskau nach Petuschki erzählt und dabei die sowjetische Realität mit sarkastischem Humor in düsteren Tönen darstellt, wobei Petuschki auch als Sinnbild eines verlorenen „Provinznestes“ oder aber Zufluchtsort vor der lebendigen Hauptstadt Moskau verstanden werden kann.

## Wirtschaft und Infrastruktur

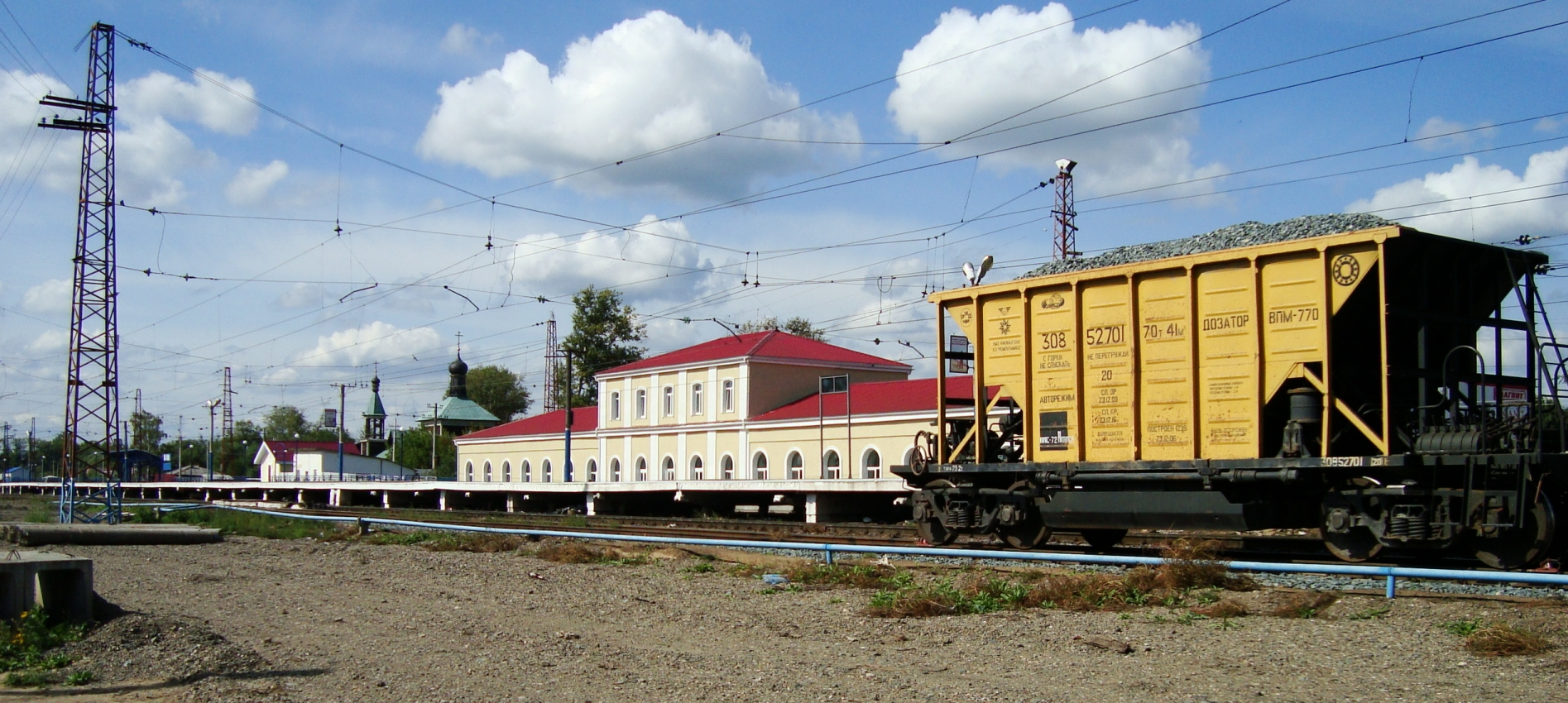
Bahnhof Petuschki

In Petuschki gibt es eine elektrotechnische (Steuer- und Messtechnik) und eine Textilfabrik sowie Betriebe der holzverarbeitenden und Lebensmittelindustrie (Schokoladenfabrik der Firma Stollwerck Rus sowie eine Ferrero-Fabrik) und der Baumaterialienwirtschaft.
Die Stadt liegt an der 1862 durchgehend eröffneten Eisenbahnstrecke Moskau–Nischni Nowgorod (Streckenkilometer 126), auf der heute ein Großteil der Züge der Transsibirischen Eisenbahn auf ihrem westlichen Abschnitt ab Moskau verkehrt. Petuschki ist Endstation für die meisten Vorortzüge von Moskau in Richtung Wladimir und (neben Orechowo-Sujewo) Haltestelle der Schnellzüge Moskau–Wladimir.
Durch Petuschki führt auch die Fernstraße M7 Moskau–Nischni Nowgorod–Kasan–Perm/Ufa (Teil der Europastraße 22).